# 寻阳郡
寻阳郡，西晉至南朝時設置的一個郡。

## 建置沿革
晉惠帝永興元年（304年），以廬江郡之尋陽縣、武昌郡之柴桑縣、豫章郡之彭澤縣立尋陽郡，治尋陽，隶江州。後省尋陽縣，尋陽郡改治柴桑。東晉時，以流民僑立安豐、松滋二郡於尋陽郡，遙隸楊州。晉安帝時，省安豐、松滋二郡為松滋縣，隸於尋陽郡。南齊土斷時省松滋縣。
南朝梁時，分柴桑縣僑立汝南縣。梁敬帝太平二年（557年），置西江州，尋陽郡改隸西江州。陳文帝天嘉六年（565年），省西江州，尋陽郡改隸江州。隋文帝開皇九年（589年）滅陳，廢尋陽郡以及汝南、柴桑二縣，立尋陽縣，其地屬江州。

## 人口
- 宋孝武帝大明八年（464年），尋陽郡有2720戶，16008口。[1]

## 行政長官

### 尋陽太守（304年—460年）
- 周訪，字士達，汝南安城人，晉懷帝永嘉五年（311年）出任。[5]
- 周光，汝南安城人，晉明帝時在任。[5]
- 褚誕，晉成帝時在任。[6]
- 袁真，晉康帝時在任。[7]
- 庾統，字長仁，東晉時在任。[7]
- 熊鳴鵠，東晉時在任。[8]
- 趙惔，晉安帝時在任。[9]
- 虞丘進，字豫之，東海郯人，晉安帝義熙八年（412年）在任。[10]
- 鄧文子，宋時在任。[11]
- 袁洵，陳郡陽夏人，宋文帝時在任。[12]
- 羊瞻，泰山南城人，宋文帝元嘉末卒官。[13]
- 劉延孫，彭城呂人，宋孝武帝元嘉三十年（453年）在任。[14]
- 陸展，吳郡吳人，宋孝武帝孝建元年（454年）伏誅。[15]
- 張悅，宋孝武帝孝建三年（456年）離任。[16]
- 沈法系，字體先，吳興武康人，宋孝武帝時在任。[17]
- 袁顗，字景章，陳郡陽夏人，宋孝武帝大明二年（458年）出任，四年（460年）改為內史。[18]

### 尋陽內史（460年—466年）
- 袁顗，字景章，陳郡陽夏人，宋孝武帝大明四年（460年）由太守改號，五年（461年）離任。[18]
- 鄧琬，字元琬，豫章南昌人，宋孝武帝大明八年（464年）出任。[18]
- 沈攸之，字仲達，吳興武康人，宋明帝泰始元年（465年）出任。[18]

### 尋陽太守（466年—479年）
- 沈攸之，字仲達，吳興武康人，宋明帝泰始二年（466年）由內史改號。[19]
- 吳喜，吳興臨安人，宋明帝泰始二年（466年）出任。[20]
- 劉休，字弘明，沛郡相人，宋順帝昇明二年（478年）離任。[21]
- 沈沖，字景綽，吳興武康人，宋順帝昇明二年（478年）在任。[21]
- 王秀之，字伯奮，琅邪臨沂人，宋順帝昇明二年（478年）在任。[22]

### 尋陽相（479年—498年）
- 丘靈鞠，吳興烏程人，齊高帝建元二年（480年）到四年（482年）在任。[23]
- 垣榮祖，字華先，下邳人，齊武帝永明二年（484年）出任。[24]
- 曹虎，字士威，下邳下邳人，齊武帝時領。[25]
- 王廣之，字林之，沛郡相人，齊武帝時在任。[26]
- 袁昂，字千里，陳郡陽夏人，齊武帝時在任。[27]

### 尋陽太守（498年—582年）
- 張稷，字公喬，吳郡人，齊東昏侯永元元年（499年）在任。[28]
- 褚緭，河南人，梁武帝天監元年（502年）由陳伯之任命，後隨陳伯之敗走北魏。[29]
- 袁昂，字千里，陳郡陽夏人，梁武帝天監三年（504年）到六年（507年）在任。[27]
- 傅昭，字茂遠，北地靈州人，梁武帝天監六年（507年）到七年（508年）在任。[30]
- 韋放，字元直，京兆杜陵人，梁武帝天監七年（508年）在任。[31]
- 沈瑀，字伯瑜，吳興武康人，梁武帝天監七年（508年）到八年（509年）在任。[32]
- 陸倕，字佐公，吳郡吳人，梁武帝天監中在任。[33]
- 江革，字休映，濟陽考城人，梁武帝天監中在任。[34]
- 到洽，字茂沿，彭城武原人，梁武帝普通七年（526年）到大通元年（527年）在任。[33]
- 江革，字休映，濟陽考城人，梁武帝中大通元年（529年）出任。[34]
- 盧廣，范陽涿人，梁武帝時在任。[35]
- 劉顯，字嗣芳，沛國相人，梁武帝大同三年（537年）到六年（540年）在任。[36]
- 張嵊，字四山，吳郡人，梁武帝中大同元年（546年）離任。[37]
- 韋載，字德基，京兆杜陵人，梁元帝太清四年（550年）承制時在任。[38]
- 王固，字子堅，琅邪臨沂人，梁元帝承聖元年（552年）到三年（554年）在任。[39]
- 莫景隆，陳文帝天嘉三年（562年）離任。[40]
- 華皎，晉陵暨陽人，陳文帝天嘉三年（562年）到六年（565年）在任。[41]
- 孔奐，字休文，會稽山陰人，陳廢帝光大二年（568年）到陳宣帝太建三年（571年）在任。[39]
- 蔡景歷，字茂世，濟陽考城人，陳宣帝太建三年（571年）出任。[42]
- 陸瓊，字伯玉，吳郡吳人，陳宣帝太建四年（572年）出任。[43]
- 陸見賢，吳郡吳人，陳宣帝太建中在任。[44]

### 尋陽內史（582年—589年）
- 徐儉，東海郯人，陳後主時在任。[45]
- 陸仲容，陳後主禎明三年（589年）降隋。[46]

## 國主

### 南朝宋尋陽國（460年—466年）
| 尋陽國（460年—466年）丨食邑2000戶 |          |    |        |             |                |
| 代數                              | 封爵     | 謚 | 姓名   | 在位時間    | 備註           |
| 1                                 | 尋陽郡王 |    | 劉子房 | 460年—466年 | 宋孝武帝第六子 |

### 南朝齊尋陽國（479年—498年）
| 尋陽國（479年—498年）           |              |    |        |             |      |
| 以佐命之功封，食邑3000戶→4000戶 |              |    |        |             |      |
| 代數                            | 封爵         | 謚 | 姓名   | 在位時間    | 備註 |
| 1                               | 尋陽郡開國公 |    | 王敬則 | 479年—498年 |      |
| 伏誅，國除                      |              |    |        |             |      |

### 南朝陳尋陽國（582年—589年）
| 尋陽國（582年—589年） |          |    |        |             |                |
| 代數                  | 封爵     | 謚 | 姓名   | 在位時間    | 備註           |
| 1                     | 尋陽郡王 |    | 陳叔儼 | 582年—589年 | 陳宣帝第十五子 |

## 参見
- 潯陽郡
- 九江市